# Trung Sơn Thành công
Trung Sơn Thành công (chữ Hán: 中山成公, trị vì 350 TCN - 328 TCN) là thụy hiệu của vị quân chủ thứ tư của nước Trung Sơn thời Chiến Quốc trong lịch sử Trung Quốc.
Không rõ tên thật ông, ông chính là con của Trung Sơn Hoàn công và là cha của Trung Sơn Vương Thổ.
Năm 332 TCN tướng quốc Nhạc Trì chết , Trung Sơn Thành công bổ nhiệm Tư Mã Hỷ thay thế.Cùng năm Tề,Ngụy liên minh đánh Triệu.Trung Sơn Thành công nhân đó cũng mang quân đánh Triệu , Nước Triệu chịu thất bại nặng nề không còn là mỗi đe đọa với Trùng Sơn nữa.